# Philip Morrison
Philip Morrison fue profesor de física del Instituto Tecnológico de Massachusetts.

## Biografía
Morrison fue criado en Pittsburgh y estudió en las escuelas públicas de allí. Recibió la licenciatura en la Universidad de Carnegie Mellon (fue Instituto Tecnológico de Carnegie) en 1936 y un doctorado por la Universidad de California, Berkeley en 1940; su director de tesis fue Robert Oppenheimer.
En 1942, se asoció al Proyecto Manhattan y trabajó en la Universidad de Chicago y el Los Álamos. Morrison presenció la Prueba Trinity y ayudó a transportar material nuclear para las bombas atómicas en Tinian. Desde Tinian, las bombas fueron volado a Hiroshima y Nagasaki.
Después de la guerra, Morrison entró en la Universidad de Cornell y enseñó física desde 1946 hasta 1964. En Cornell, compartió una oficina con Richard Feynman.
En 1964, se unió a la facultad de física del MIT. En 1973, se hizo Profesor del Instituto, una posición más distinguida en la facultad. Se quedó en el MIT hasta su fallecimiento, en 2005.
En 1999, el autor y presidente de la presidenta de la Federación de científicos estadounidenses de 1970 a 2000, Jeremy Stone, escribió un libro en el que un capítulo concluía que Morrison debía ser el espía soviético identificado como Perseo, acusación que Morrison negó y refutó de forma tan convincente, que el mismo Stone aceptó la refutación.

## Investigación
Morrison fue un físico teórico, y se interesó en varios aspectos de la ciencia. En 1959, Morrison y Giuseppe Cocconi escribieron un artículo sobre cómo los humanos pueden utilizar las microondas para la comunicación con civilizaciones lejanas.